# Acide nitrique fumant blanc
L’acide nitrique fumant blanc est un produit commercial proche de l’acide nitrique pur. Composé à près de 97,5 % d'acide nitrique, d'eau (env. 2 %) et d'un maximum de 0,5 % de dioxyde d'azote, sa forme anhydre est difficile à préparer et conserver. Il se décompose notamment en dioxyde d'azote et en eau.
On trouve plus souvent de l'acide nitrique fumant rouge, contenant moins d'acide nitrique (80 %) et davantage d'eau et de dioxyde d'azote (entre 5 et 18 %).

## Sources